# Symédiane

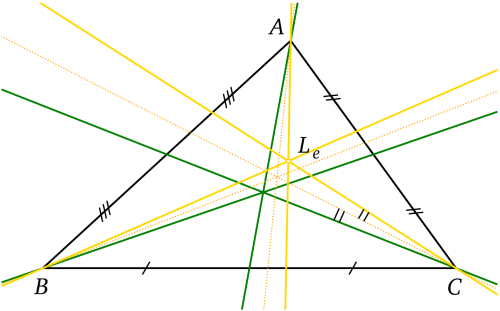
Les symédianes (en jaune) sont les symétriques des médianes (en vert) par rapport aux bissectrices (en pointillés). Les symédianes se coupent au point de Lemoine du triangle.

En géométrie, les symédianes d'un triangle désignent des droites particulières de cette figure : ce sont les droites symétriques des médianes par rapport aux bissectrices.
La symédiane en un sommet A d'un triangle est l'isogonale de la médiane par rapport aux côtés de l'angle A.
Si {\displaystyle m_{a}} est la longueur de la médiane issue de A, alors la longueur de la symédiane issue de A est donnée par la formule {\displaystyle s_{a}={\frac {2\times b\times c\times m_{a}}{b^{2}+c^{2}}}}

## Point de Lemoine

Point d'intersection des symédianes d'un triangle

Émile Lemoine a démontré en 1873 que les trois symédianes d'un triangle d'un plan affine euclidien sont concourantes; il les appelle « médiane antiparallèle » et leur intersection « centre des médianes antiparallèles», le terme de « symédiane » sera introduit par Maurice d'Ocagne en 1880,. Leur point d'intersection s'appelle le point de Lemoine du triangle ABC. De ce fait, c'est le conjugué isogonal du centre de gravité G du triangle.
Les symédianes joignent les sommets du triangle aux sommets du triangle tangentiel.
Il s'ensuit que le point de Lemoine est le barycentre des points pondérés : (A , a2), (B , b2), (C , c2).
Les distances de ce point aux trois côtés du triangle sont proportionnelles à ces côtés.
C'est le point dont la somme des carrés des distances aux côtés du triangle est minimale.
Le point de Lemoine est le centre de gravité du triangle formé par ses projections orthogonales sur les trois côtés du triangle ABC.
Ce point est aussi appelé point de Grèbe par les auteurs allemands.
Le point de Lemoine (de nombre de Kimberling X(6)) est à l'intersection de la droite de Fermat (qui passe par les deux points de Fermat-Torricelli), de la droite de Napoléon (qui passe par les deux points de Napoléon) et de la droite reliant les deux points de Vecten.

## Droite de Lemoine
La droite de Lemoine du triangle est la polaire du point de Lemoine par rapport au cercle circonscrit du triangle.
C'est sur cette droite que reposent aussi les trois centres des cercles d'Apollonius, cercles correspondants aux triplets (A, B, CA/CB), (B, C, AB/AC), (C, A, BC/BA).

## Constructions des symédianes

### Par les antiparallèles aux côtés du triangle
La symédiane coupe une antiparallèle au côté opposé en son milieu.
Soit M' un point mobile de la médiane (AA') du triangle ABC, et (DE) une antiparallèle à (BC) qui coupe la symédiane issue du sommet A en M.
L'antiparallèle (DE) est parallèle à la tangente en A au cercle circonscrit de ABC.
Par la symétrie d'axe la bissectrice (AI) de {\displaystyle {\widehat {BAC}}}, les points D, M, E ont pour images D’, M’, E’.
(D’E’) est parallèle à (BC). M’, situé sur la médiane [AA’], est le milieu de [D’E’]. Par symétrie réciproque, M est le milieu de [DE].
Réciproque
Dans le triangle ABC, soit M le milieu de [DE] une antiparallèle à (BC). On montre que (AM) est la symédiane passant par A :
La droite (AM) est la conjuguée harmonique de la tangente en A au cercle circonscrit par rapport à (AB, AC).
La droite (AM) est donc la polaire, par rapport au cercle circonscrit du point TA, intersection de (BC) avec la tangente en A au cercle circonscrit.
Par réciprocité polaire, la droite (AM) contient le pôle T' de (BC). (AM) est la symédiane issue de A.
Application : cercles de Tücker

### Par les tangentes à un cercle circonscrit

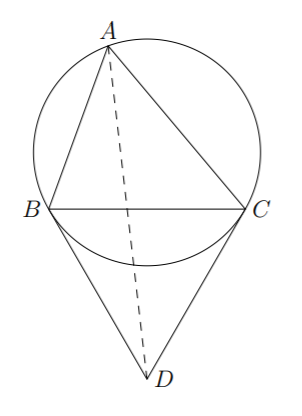
A̅D̅ est la symédiane en A de ABC.

Pour un triangle ABC, soit D l'intersection des tangentes au cercle circonscrit en B et C. Alors (AD) est la symédiane en A de ABC.
De façon similaire, on a la construction suivante : la symédiane de A de ABC est la tangente en A du triangle AB'C où B' est le symétrique de B par rapport à A.